# ジャン＝ジュリアン・ロジェ
ジャン＝ジュリアン・ロジェ（Jean-Julien Rojer, 1981年8月25日 - ）は、キュラソー島ウィレムスタット出身の男子プロテニス選手。これまでにATPツアーでダブルス23勝を挙げている。身長185cm、体重82kg。右利き、バックハンド・ストロークは両手打ち。自己最高ランキングはダブルス3位。
2014年全仏オープン混合ダブルスでアンナ＝レナ・グローネフェルトとのペアで優勝。2015年ウィンブルドン選手権男子ダブルスでホリア・テカウとのペアで優勝。

## グランドスラム優勝

### 男子ダブルス: 1
| 結果 | 年   | 大会                 | サーフェス | パートナー     | 相手l                               | スコア             |
| 優勝 | 2015 | ウィンブルドン選手権 | 芝         | ホリア・テカウ | ジェイミー・マリー ジョン・ピアーズ | 7–6(7-5), 6–4, 6–4 |

### 混合ダブルス: 1
| 結果 | 年   | 大会         | サーフェス | パートナー                     | 相手                                | スコア           |
| 優勝 | 2014 | 全仏オープン | クレー     | アンナ＝レナ・グレーネフェルト | ユリア・ゲルゲス ネナド・ジモニッチ | 4–6, 6–2, [10–7] |

## ATPツアー決勝進出結果

### ダブルス: 38回 (23勝15敗)
| 結果   | No. | 決勝日         | 大会               | サーフェス    | パートナー                   | 対戦相手                                              | スコア                     |
| ------ | --- | -------------- | ------------------ | ------------- | ---------------------------- | ----------------------------------------------------- | -------------------------- |
| 準優勝 | 1.  | 2008年7月7日   | ボースタード       | クレー        | ヨハン・ブルンストロム       | ヨナス・ビョルクマン ロビン・セーデリング             | 2–6, 2–6                   |
| 準優勝 | 2.  | 2009年5月10日  | ベオグラード       | クレー        | ヨハン・ブルンストロム       | オリバー・マラチ ルカシュ・クボット                   | 2–6, 6–7(3-7)              |
| 準優勝 | 3.  | 2009年6月20日  | スヘルトーヘンボス | 芝            | ヨハン・ブルンストロム       | ウェスリー・ムーディ ディック・ノーマン               | 6–7(3-7), 7–6(7-3), [5–10] |
| 準優勝 | 4.  | 2009年8月2日   | ウマグ             | クレー        | ヨハン・ブルンストロム       | フランティシェク・チェルマク ミハル・メルティナク     | 4–6, 4–6                   |
| 準優勝 | 5.  | 2009年9月26日  | ブカレスト         | クレー        | ヨハン・ブルンストロム       | フランティシェク・チェルマク ミハル・メルティナク     | 2–6, 4–6                   |
| 準優勝 | 6.  | 2010年8月1日   | ロサンゼルス       | ハード        | エリック・ブトラック         | ボブ・ブライアン マイク・ブライアン                   | 7–6(8-6), 2–6, [7–10]      |
| 優勝   | 1.  | 2010年10月10日 | 東京               | ハード        | エリック・ブトラック         | アンドレアス・セッピ ドミトリー・トゥルスノフ         | 6–3, 6–2                   |
| 優勝   | 2.  | 2010年10月24日 | ストックホルム     | ハード (室内) | エリック・ブトラック         | ヨハン・ブルンストロム ヤルコ・ニエミネン             | 6–3, 6–4                   |
| 準優勝 | 7.  | 2011年2月20日  | メンフィス         | ハード (室内) | エリック・ブトラック         | マックス・ミルヌイ ダニエル・ネスター                 | 2–6, 7–6(8-6), [3–10]      |
| 優勝   | 3.  | 2011年5月1日   | エストリル         | クレー        | エリック・ブトラック         | マルク・ロペス ダビド・マレーロ                       | 6–3, 6–4                   |
| 優勝   | 4.  | 2011年5月21日  | ニース             | クレー        | エリック・ブトラック         | サンティアゴ・ゴンサレス ダビド・マレーロ             | 6–3, 6–4                   |
| 優勝   | 5.  | 2011年10月2日  | クアラルンプール   | ハード (室内) | エリック・ブトラック         | フランティシェク・チェルマク ミハル・メルティナク     | 6–1, 6–3                   |
| 準優勝 | 8.  | 2011年11月6日  | バレンシア         | ハード (室内) | エリック・ブトラック         | ボブ・ブライアン マイク・ブライアン                   | 4–6, 6–7(9-11)             |
| 優勝   | 6.  | 2012年5月6日   | エストリル         | クレー        | アイサム＝ウル＝ハク・クレシ | ユリアン・ノール ダビド・マレーロ                     | 7–5, 7–5                   |
| 優勝   | 7.  | 2012年6月17日  | ハレ               | 芝            | アイサム＝ウル＝ハク・クレシ | トレト・ユーイ スコット・リプスキー                   | 6–3, 6–4                   |
| 準優勝 | 9.  | 2012年10月4日  | パリ               | ハード (室内) | アイサム＝ウル＝ハク・クレシ | マヘシュ・ブパシ ロハン・ボパンナ                     | 6–7(6-8), 3–6              |
| 準優勝 | 10. | 2013年2月23日  | マルセイユ         | ハード (室内) | アイサム＝ウル＝ハク・クレシ | ロハン・ボパンナ コリン・フレミング                   | 4–6, 6–7(3-7)              |
| 優勝   | 8.  | 2013年3月30日  | マイアミ           | ハード        | アイサム＝ウル＝ハク・クレシ | マリウシュ・フィルステンベルク マルチン・マトコフスキ | 6–4, 6–1                   |
| 準優勝 | 11. | 2013年5月5日   | エストリル         | クレー        | アイサム＝ウル＝ハク・クレシ | サンティアゴ・ゴンサレス スコット・リプスキー         | 3–6, 6–4, [7–10]           |
| 優勝   | 9.  | 2013年10月20日 | ストックホルム     | ハード (室内) | アイサム＝ウル＝ハク・クレシ | ヨナス・ビョルクマン ロベルト・リンドステット         | 6–2, 6–2                   |
| 優勝   | 10. | 2013年2月9日   | ザグレブ           | ハード (室内) | ホリア・テカウ               | フィリップ・マルクス ミハル・メルティナク             | 3–6, 6–4, [10–2]           |
| 準優勝 | 12. | 2014年2月16日  | ロッテルダム       | ハード (室内) | ホリア・テカウ               | ニコラ・マユ ミカエル・ロドラ                         | 2–6, 6–7(4-7)              |
| 優勝   | 11. | 2014年4月12日  | カサブランカ       | クレー        | ホリア・テカウ               | トマシュ・ベドナレク ルーカス・ドロウヒー             | 6–2, 6–2                   |
| 優勝   | 12. | 2014年4月27日  | ブカレスト         | クレー        | ホリア・テカウ               | マリウシュ・フィルステンベルク マルチン・マトコフスキ | 6–4, 6–4                   |
| 優勝   | 13. | 2014年6月21日  | スヘルトーヘンボス | 芝            | ホリア・テカウ               | サンティアゴ・ゴンサレス スコット・リプスキー         | 6–3, 7–6(7-3)              |
| 優勝   | 14. | 2014年8月3日   | ワシントンD.C.     | ハード        | ホリア・テカウ               | サム・グロス リーンダー・パエス                       | 7–5, 6–4                   |
| 優勝   | 15. | 2014年9月28日  | 深圳               | ハード        | ホリア・テカウ               | サム・グロス クリス・グッチョーネ                     | 6–4, 7–6(7-4)              |
| 優勝   | 16. | 2014年10月5日  | 北京               | ハード        | ホリア・テカウ               | ジュリアン・ベネトー バセク・ポスピシル               | 6–7(6-8), 7–5, [10–5]      |
| 優勝   | 17. | 2014年10月26日 | バレンシア         | ハード (室内) | ホリア・テカウ               | ケビン・アンダーソン ジェレミー・シャルディー         | 6–4, 6–2                   |
| 準優勝 | 13. | 2015年1月17日  | シドニー           | ハード        | ホリア・テカウ               | ロハン・ボパンナ ダニエル・ネスター                   | 4–6, 6–7(5-7)              |
| 優勝   | 18. | 2015年2月15日  | ロッテルダム       | ハード (室内) | ホリア・テカウ               | ジェイミー・マリー ジョン・ピアーズ                   | 3-6, 6-3, [10–8]           |
| 準優勝 | 14. | 2015年5月23日  | ニース             | クレー        | ホリア・テカウ               | マテ・パビッチ マイケル・ヴィーナス                   | 6–7(4-7), 6–2, [7–10]      |
| 優勝   | 19. | 2015年7月11日  | ウィンブルドン     | 芝            | ホリア・テカウ               | ジェイミー・マリー ジョン・ピアーズ                   | 7–6(7-5), 6–4, 6–4         |
| 優勝   | 20. | 2015年11月22日 | ロンドン           | ハード (室内) | ホリア・テカウ               | ロハン・ボパンナ フロリン・メルジャ                   | 6-4, 6-3                   |
| 優勝   | 21. | 2016年5月8日   | マドリード         | クレー        | ホリア・テカウ               | ロハン・ボパンナ フロリン・メルジャ                   | 6–4, 7-6(7-5)              |
| 準優勝 | 15. | 2016年8月21日  | シンシナティ       | ハード        | ホリア・テカウ               | イワン・ドディグ マルセロ・メロ                       | 6–7(6-8), 3–6              |
| 優勝   | 22. | 2017年3月4日   | ロッテルダム       | ハード (室内) | ホリア・テカウ               | ロハン・ボパンナ マルチン・マトコフスキ               | 4–6, 6–3, [10–3]           |
| 優勝   | 23. | 2017年5月28日  | ジュネーヴ         | クレー        | ホリア・テカウ               | フアン・セバスティアン・カバル ロベルト・ファラ       | 2–6, 7–6(11–9) , [10–6]    |